# Axenéo7
Axenéo7 est un centre d'artistes situé à Gatineau et créé en 1983.
Plus de 500 expositions en arts visuels y ont été présentés, soit plus d'une vingtaine d'expositions par année.
Axenéo7 est membre du Regroupement des centres d’artistes autogérés du Québec (RCAAQ).